# 小浜町 (いわき市)
小浜町（おばままち）は、福島県いわき市にある大字である。郵便番号は974-8221。

## 地理
いわき市南部の勿来地区に属する。北で金山町、泉町黒須野、東で泉町下川、西で岩間町とそれぞれ隣接する。概ね町村制施行以前の菊多郡小浜村の流れを汲む地域である。二級水系渚川流域を主な範囲とする。南部には龍神岬などに囲まれた入江に小浜漁港が設置され、周囲に集落が広がる。北側は谷あいの平地に水田が広がり、高台の丘陵地は宅地造成が行われ、のちに金山町として分離新設された。植田町内に所在するいわき南警察署及び錦町に所在する勿来消防署がそれぞれ管轄にあたる。

### 主な字
字
複数の字を持つが、地名の表記に「字」の文字は使用されない。
- 渚
- 台
- 西小原

- 西ノ作
- 中ノ作
- 東ノ作

- 北ノ作

### 河川
- 渚川

## 歴史
- 1879年1月27日 - 泉藩領小浜村が福島県内における郡区町村制の施行により菊多郡の村となる[4]。
- 1889年4月1日 - 町村制の施行により小浜村が石塚村、江畑村、添野村、植田村、東田村、佐糠村、岩間村、後田村、高倉村、仁井田村と合併し、菊多郡鮫川村が新たに発足する。旧小浜村域は鮫川村の大字となる[4]。
- 1896年4月1日 - 菊多郡と周辺郡との合併により石城郡が発足し、石城郡鮫川村となる[4]。
- 1923年4月10日 - 鮫川村が名称変更の上で町制施行し、植田町の大字となる[4]。
- 1955年4月29日 - 植田町が山田村、錦町、川部村、勿来町と合併、勿来市が新たに発足し、勿来市の大字となる[4]。
- 1966年10月1日 - 勿来市が平市・常磐市・内郷市・磐城市、石城郡小川町・遠野町・四倉町・川前村・田人村・好間村・三和村、双葉郡久之浜町・大久村と合併しいわき市となり、いわき市勿来地区の大字となる[4]。
- 1972年 - 宅地造成に伴い、周囲の大字と併せ一部が金山町として分離新設される[4]。

## 世帯数と人口
2023年10月31日現在の世帯数と人口は以下の通りである。
| 大字   | 世帯数  | 人口  |
| ------ | ------- | ----- |
| 小浜町 | 273世帯 | 702人 |

## 小・中学校の学区
市立小・中学校に通う場合、学区は以下の通りとなる。
| 番地 | 小学校                   | 中学校                 |
| ---- | ------------------------ | ---------------------- |
| 全域 | いわき市立汐見が丘小学校 | いわき市立植田東中学校 |

## 交通

### 道路
- 国道6号常磐バイパス
- 福島県道239号泉岩間植田線

## 施設
- 小浜漁港
- 小浜海水浴場
- いわき健康センター
- 小名浜オーシャンホテル＆ゴルフクラブ（ゴルフコースの一部）
- 愛宕神社
- 那智神社
- 津神社